# Hans Siegling
Hans Siegling (ur. 24 lutego 1912 w Gräfenhain, zm. po 1975) – niemiecki funkcjonariusz SA i SS, dowódca oddziału Schutzpolizei, a następnie „wschodnich” formacji kolaboracyjnych podczas II wojny światowej.

## Życiorys
Na pocz. marca 1930 wstąpił do NSDAP. Od lipca 1932 jako członek SA służył w policji ochronnej (Schutzpolizei), dochodząc do stopnia kapitana. Brał udział w ataku na Polskę w szeregach 1. kompanii 3. Batalionu Policyjnego wchodzącego w skład jednej z Einsatzgruppen. Do lata 1941 pełnił funkcję szefa policji porządkowej jednego z okręgów Generalnego Gubernatorstwa. W 1940 został członkiem SS. Po ataku wojsk niemieckich na ZSRR 22 czerwca tego roku, przeniesiono go do Schutzpolizei na okupowanych terenach Ukrainy. Zwalczał partyzantkę. Objął dowództwo 57 Batalionu Schutzmannschaft, składającego się z Ukraińców. W 1943 r. odznaczono go podwójnie Krzyżami Żelaznymi 2 i 1 klasy. Pod koniec kwietnia 1944 r. awansował do stopnia SS-Sturmbannführera. Od lipca tego roku dowodził Schutzmannschaft-Brigade Siegling, która w poł. sierpnia została przekształcona w 30 Dywizję Grenadierów SS. Hans Siegling został SS-Obersturmbannführerem i podpułkownikiem Schutzpolizei. Dywizję skierowano do okupowanej centralnej Francji, gdzie zwalczała partyzantkę. Podczas tych walk SS-Obersturmbannführer H. Siegling został ciężko ranny. Po rozwiązaniu dywizji w Grafenwöhr w połowie stycznia 1945, objął dowództwo nowo sformowanej 30 Brygady Grenadierów SS, rozwiniętej na początku marca tego roku w 30 Dywizję Grenadierów SS. Po zakończeniu wojny przebywał w niewoli alianckiej. Dalsze jego losy nie są znane. Wiadomo jedynie, że pod koniec 1975 mieszkał w Nördlingen-Kleinerdlingen w Bawarii, kierując rodzinną firmą budowlaną.